# 卵磷脂

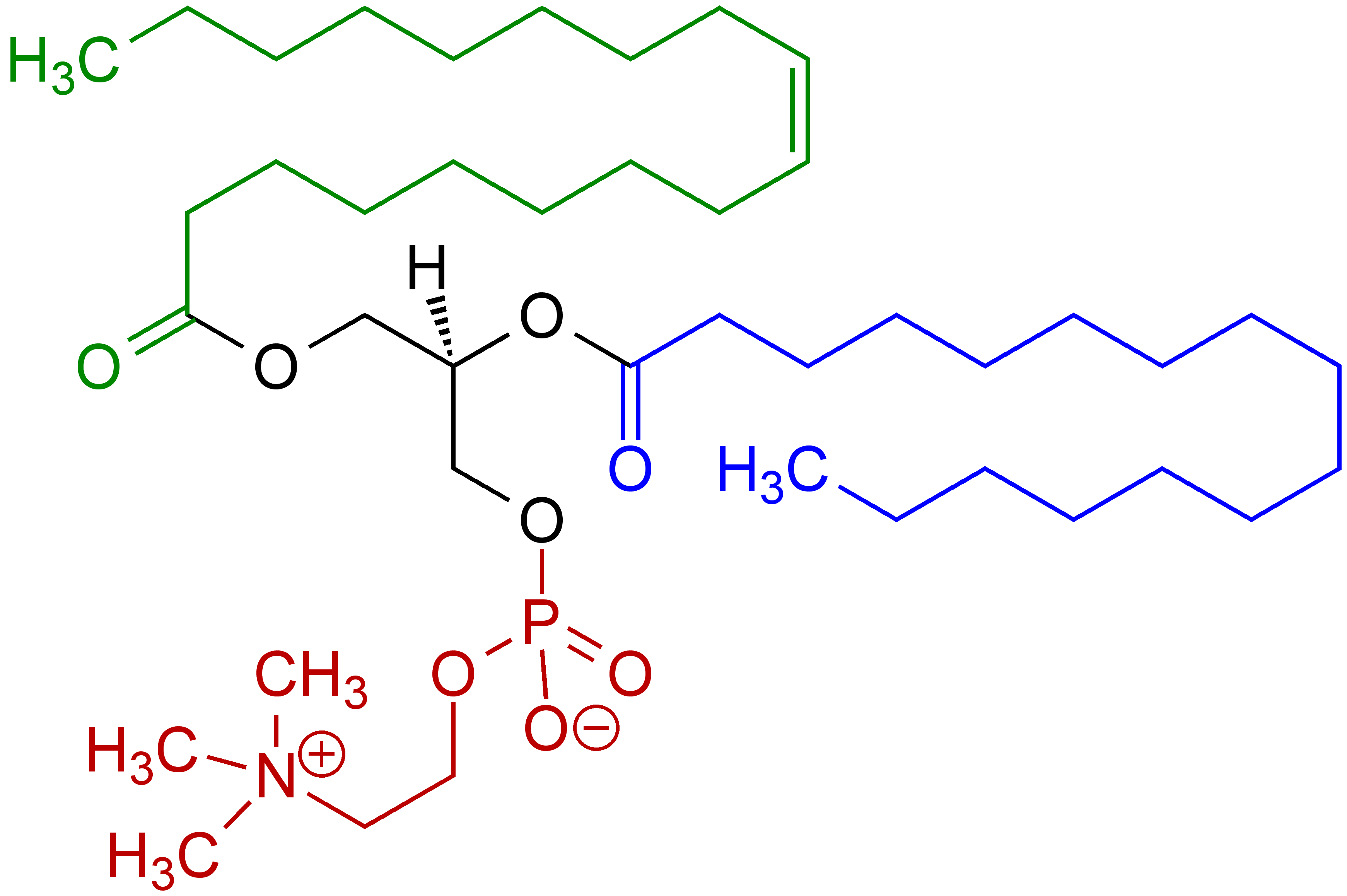
磷脂酰胆碱示例：卵磷脂之中的一种磷脂。

卵磷脂（英語：lecithin）属于一种混合物，是存在于植物组织以及卵黄之中的一组黄褐色的油脂性物质，其构成成分包括磷酸、胆碱、脂肪酸、甘油、糖脂、三酸甘油酯以及磷脂（如磷脂酰胆碱、磷脂酰乙醇胺和磷脂酰肌醇）。然而，卵磷脂有时还是纯磷脂酰胆碱的同义词（生物化学），而磷脂酰胆碱只是一种作为其磷脂部分主要成分的磷脂。采用机械方法或者化学方法（利用己烷萃取），可以从卵黄（希腊语：λέκιθος）或大豆之中分离出卵磷脂。
1846年，法國化學家及藥理學家泰奥多尔·尼古拉斯·高布利首次分離出卵磷脂。1850年，他將磷酸醯膽鹼命名為「léchithine」。因為Gobley一開始是從蛋黃中萃取出卵磷脂，而「λέκιθος 」（lekithos）為古希臘語的「蛋黃」之意，並在1874年鑑定出結構。
卵磷脂在水中的溶解度较低。在水溶液中，根据不同的水合和温度条件，其磷脂可以形成脂质体、脂质双分子层、胶束或板层状结构。从而，人们通常将其归为一种具有两性（amphoteric）特征的表面活性剂。
市场上销售的卵磷脂有的属于食品添加剂，而有的则属于医疗用途。

## 生物学方面
作为细胞膜磷脂部分的成分之一，磷脂酰胆碱存在于所有的细胞生物当中。

## 作为一种食品添加剂
目前，认为卵磷脂是一种耐受性很好的非毒性表面活性剂。卵磷脂已经获得美国食品与药品管理局的批准，属于“普遍公认安全”级，适合于人类使用。“卵磷脂是细胞膜不可分割的组成部分，可以得到彻底代谢，因此实际上对于人类来说没有毒性。其他乳化剂则只能通过肾脏排泄。”
在商业领域，那些需要天然乳化剂和/或润滑剂的物质之中，从药物到保护性覆盖物，都会用到卵磷脂。例如，卵磷脂就是巧克力之中防止可可粉和可可油发生分离的乳化剂。在烘焙中，卵磷脂可以减少面团中油脂和蛋的需求量，使得面团中的成分更加均匀地分布，稳定发酵，增加体积，保护酵母细胞不受冷冻的损伤，并充当脱模剂防止粘连从而方便清洁。它可以改善亲水性粉末（如低脂蛋白质）和亲脂性粉末（如可可粉）的润湿性能，控制粉尘，并有助于材料在水中的完全分散。卵磷脂可以防止巧克力棒中的可可粉和可可脂分离。 它可用作烹饪喷雾的成分，以防止粘连，也可用作脱模剂。
目前，若干的研究工作表明，对于降低血液之中胆固醇和甘油三酸酯水平以及增高高密度脂蛋白（所谓的“好胆固醇”）水平来说，大豆来源的卵磷脂都具有显著的效果。但是，也有证据表明，自20世纪20年代以来（1920s），大豆来源卵磷脂功效的研究结论往往相互矛盾。
食品生产商所采用的商品化卵磷脂，实际上是植物油之中若干种磷脂的混合物。这种卵磷脂是通过对从种子之中提取（榨取）的油加以脱胶处理而获得的。这种卵磷脂是由多种磷脂所构成的一种混合物，而其中的成分则取决于卵磷脂的来源。卵磷脂的一个主要来源就是大豆油。由于欧盟要求声明食品之中过敏原的添加情况，再加上那些与转基因作物有关的法规，人们如今正在逐步转向其他的卵磷脂来源，如葵花籽油。
大豆和向日葵卵磷脂之中的主要磷脂是磷脂酰胆碱、磷脂酰肌醇、磷脂酰乙醇胺以及磷脂酸；这些成分往往分别缩写为PC、PI、PE和PA。为了改良卵磷脂的性能（performance），也就是说使其适合于所要添加卵磷脂的产品，可以采用酶促方式对其加以水解。在经过水解的卵磷脂之中，部分磷脂拥有一个为磷脂酶所切除的脂肪酸。此类磷脂称为溶血磷脂（lyso-phospholipids）。最为常用的磷脂酶是磷脂酶A2，它可以切除sn-2位上的脂肪酸。
在用于煎炸（shallow frying）的人造黄油，特别是那些富含脂肪（>75%）的人造黄油之中，往往添加有作为防溅剂（anti-spattering agent）的卵磷脂。卵磷脂已作为一种食品添加剂被欧盟认可，并赋予其欧盟编号（E number）E322。
卵磷脂可以通过精馏（提炼，提纯）过程加以改良。在此过程中，卵磷脂会与某种醇类物质混合，且通常是乙醇。有些磷脂（如磷脂酰胆碱）在乙醇之中的溶解度较好，而大多数磷脂在乙醇之中并不能很好地溶解。在通过蒸发去除乙醇之后，卵磷脂就从磷脂馏出物之中于乙醇分离开来，从而富含磷脂酰胆碱的卵磷脂馏份。

### 与特殊膳食的相容性
摄入卵磷脂有助于服用烟酸来治疗高胆固醇问题的人员，这是目前认为摄入卵磷脂唯一的好处。烟酸治疗会消耗或减少胆碱，故增加饮食中卵磷脂或胆碱的量十分必要。采取低胆固醇饮食的人员可能需要注意，如果在用作食品成份之前并未加以纯化，禽蛋来源的卵磷脂则可能会显著提高食物当中总的胆固醇含量。对于禽蛋来源的卵磷脂而言，素食主义者之间目前尚未达成普遍共识，但由于其属于动物来源，耆那教徒、严格的素食主义者以及严守素食主义者都不予以选择食用。参照犹太教饮食规定，卵磷脂属于素食和中性的食物成份。然而，有些人认为大豆来源的卵磷脂属于是kitniyot，不应在逾越节时食用。大多数穆斯林允许食用卵磷脂或任何其他源自植物、卵黄或动物的衍生物。

## 参阅
- 生物化学
- 胆碱
- 脂质
- 脂质双分子层
- 豆制品
- 乳化剂
- 食品乳化剂
- 食品添加剂
- 磷脂
- 膜生物学
- 益智药
- 表面活性剂
- 人造黄油